# Lisciano (Rieti)
Lisciano è una frazione di Rieti, situata a 600 m s.l.m. sulle pendici del massiccio del monte Terminillo, lungo la strada Terminillese che porta da Rieti a Terminillo.
È suddiviso in due parti, la più antica, Lisciano Alto eretta intorno alla chiesa parrocchiale Santa Maria del Soccorso risalente al periodo medioevale e la più recente situata a valle del vecchio paese divisi dalla Strada statale 4 bis del Terminillo voluta da Benito Mussolini. Le sue vie si dipanano dalla piazza centrale (Piazza d'Italia) su cui sorge la chiesa di Santa Maria del Perpetuo Soccorso.
Costruita intorno al 1440 dopo il ritrovamento della statua della Madonna del soccorso in una grotta venne eretta a parrocchia nel 1616 e restaurata e ampliata nel 1771.
Oggi la chiesa continua ad essere simile a quella originale con la sua unica navata , lo stile rococò tipico dell'epoca del restauro .
L'altare maggiore conserva la statua di terracotta della Madonna del soccorso 
4 altari laterali ornano l'aula la sacrestia e molto ampia e possiede un armadio con numerose reliquie di santi.
Due affreschi datati 1910 ornano il soffitto , tre tele e una statua di sant'Antonio abate ornano gli altari laterali la chiesa possiede anche 4 sepolcri oramai in disuso il campanile possiede 3 campane dotate di meccanismo elettronico .
Le feste più importanti sono :
Sant Antonio abate ultima domenica di gennaio 
Madonna del soccorso domenica successiva al 21 maggio 
Ultima domenica di agosto San Vincenzo ferrer .
Inoltre il paese possiede una banda storica fondata nel 1911 dall'allora parroco del paese don Attilio di Francesco.